# Pachyschelus pulicarius
Pachyschelus pulicarius es una especie de escarabajo joya del género Pachyschelus, familia Buprestidae. Fue descrita científicamente por Gory en 1841.